# دار الهجرة
دار الهجرة هي قرية في أقصى جنوب السنغال، تقع ضمن بلدية «بونكونتو» بمقاطعة «فيلينغيرا» التابعة لمحافظة كولدا.

## مكانتها
تعتبر دار الهجرة أهم مركز للشيعة السنغاليين، تحتضن مسجد الحسنين الكبير، أكبر مساجد بونكونتو وما جاورها.
تتكون دار الهجرة من ثماني قرى وتجمعات ريفية تابعة لها، وهي: دار الهجرة «دارو إدجيراتو»، أماناتولاي، فاس، عافية، باكينيا سينثيانج، باكينيا باوندي، حمدالاي كوتا وموندو سانكولي. حسب آخر إحصاء رسمي للسكان سنة 2010 بلغ عدد سكان دار الهجرة 1,580 نسمة.
قرية دار الهجرة معروفة محليًا بأنها موئل ومحل ميلاد عائلة شيعية بارزة في السنغال، بما في ذلك عمدة بلدية بونكونتو الشريف محمد الحبيب حيدرة وشقيقه الشريف محمد علي حيدرة رئيس مؤسسة المزدهر الدولية وهي منظمة دولية غير حكومية وقد تم دفن الشريف الحسن حيدرة في نفس القرية، ويعد ضريحه مقصدا لآلاف الزوار من عموم السنغال والمنطقة كل عام.